# Pasiphaea emarginata
Pasiphaea emarginata är en kräftdjursart som beskrevs av Mary J. Rathbun 1902. Pasiphaea emarginata ingår i släktet Pasiphaea och familjen Pasiphaeidae. Inga underarter finns listade i Catalogue of Life.